# Osiglia
Osiglia – miejscowość i gmina we Włoszech, w regionie Liguria, w prowincji Savona.
Według danych na rok 2004 gminę zamieszkiwało 468 osób, 16,1 os./km².